# Stazione di Noceto
La stazione di Noceto è una stazione ferroviaria posta sulla linea Fidenza-Fornovo. Serviva il centro abitato di Noceto.

## Strutture e impianti
La gestione degli impianti è affidata a Rete Ferroviaria Italiana.

## Movimento
A partire dal cambio orario del 15 dicembre 2013 la stazione non è più servita da alcun collegamento passeggeri.